# Davis (Kalifornie)
Davis je město v okrese Yolo County ve státě Kalifornie ve Spojených státech amerických. Co do populace je Davis největším městem okresu Yolo a 122. ve státu Kalifornie.
Podle Sčítání obyvatel Spojených států amerických v roce 2020 zde žilo 66 850 obyvatel. S celkovou rozlohou 25,7 km² byla hustota zalidnění 2553,4 obyvatel na km².
Nachází se zde kampus Kalifornské univerzity v Davisu.

## Historie
Davis vyrostl kolem železniční stanice Jihopacifické dráhy zbudované v roce 1868. Byl v té době znám jako "Davisville," přičemž své jméno dostal po zdejším významném farmáři Jerome C. Davisovi. Nicméně poštovní úřad v Davisvillu zkrátil v roce 1907 jméno města na "Davis". Tento název již Davisu zůstal a 28. března 1917 byl oficiálně přijat.